# São Gonçalo (Amarante)
São Gonçalo ist ein Ort und eine ehemalige Gemeinde im Nordwesten Portugals.

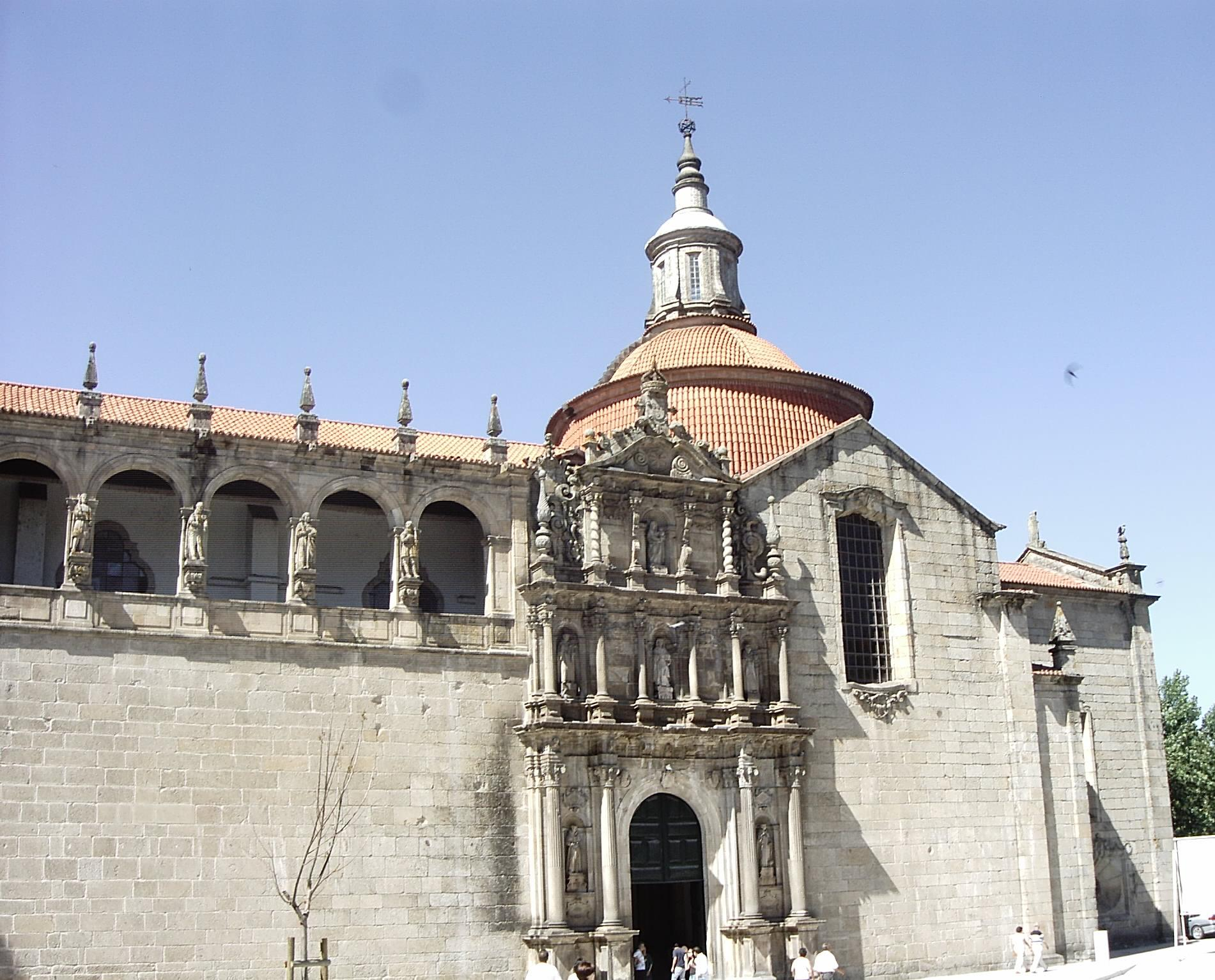
Kirche von São Gonçalo

São Gonçalo gehört zur Stadt und zum Kreis Amarante im Distrikt Porto. Die Gemeinde hatte eine Fläche von 4 km² und 6610 Einwohner (Stand 30. Juni 2011).

Lage der ehemaligen Gemeinde im Kreis Amarante bis September 2013

Am 29. September 2013 wurden die Gemeinden Amarante (São Gonçalo), Madalena, Cepelos und Gatão zur neuen Gemeinde União das Freguesias de Amarante (São Gonçalo), Madalena, Cepelos e Gatão zusammengefasst. Amarante (São Gonçalo) ist Sitz dieser neu gebildeten Gemeinde.

## Bauwerke
- Ponte de São Gonçalo (Brücke)
- Igreja de São Gonçalo (Kirche)
- Igreja de São Pedro
- Solar dos Magalhães (Haus)